# Johann Andreas Eisenmenger

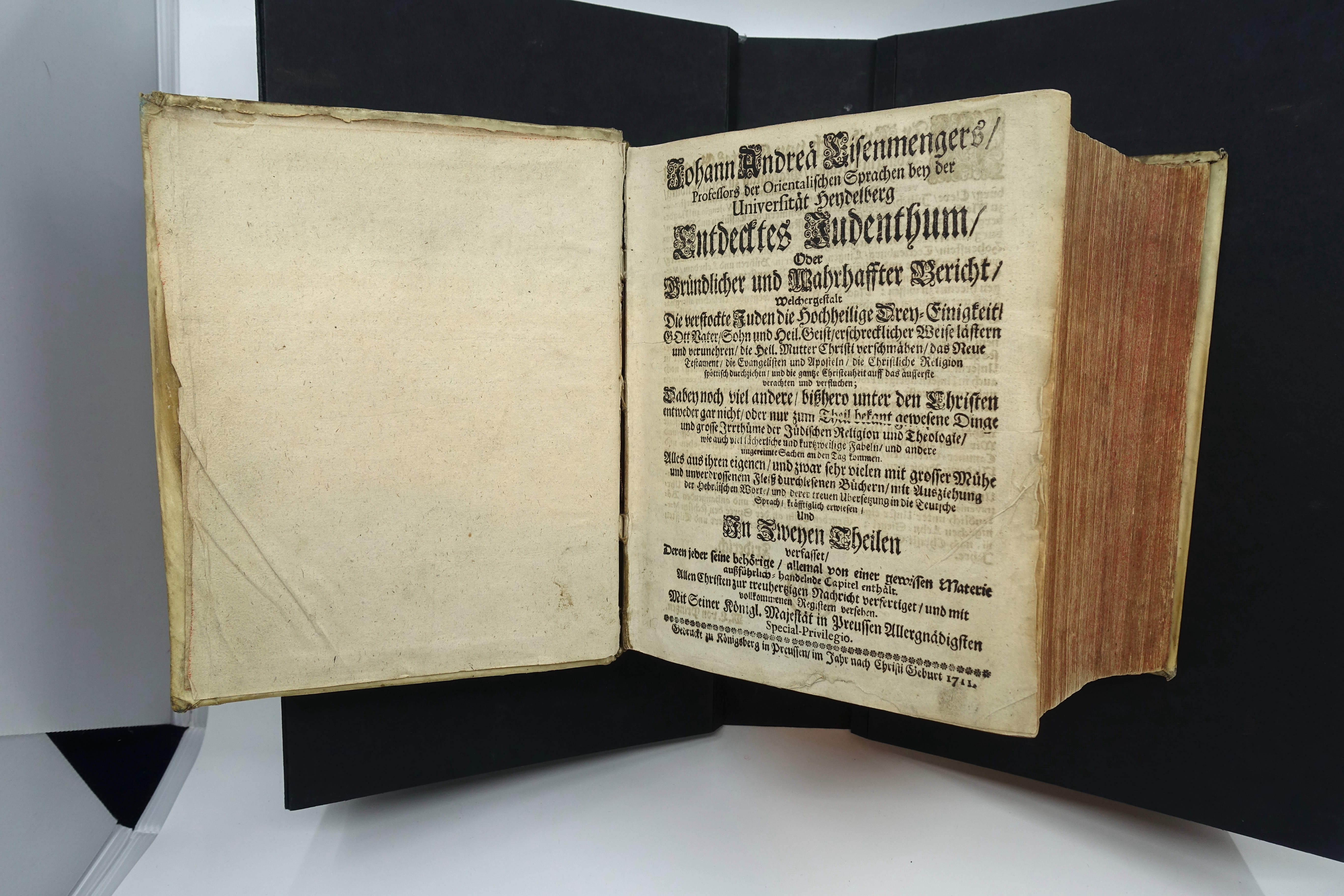
Entdecktes Judentum, Ausgabe aus 1711, in der Sammlung des Jüdischen Museums der Schweiz.

Johann Andreas Eisenmenger (* 1647 in Neustadt/Haardt; † 20. Dezember 1704 angeblich in Heidelberg oder Mannheim) war Professor für hebräische Sprache an der Universität Heidelberg. Er gilt als ein Wegbereiter des neuzeitlichen Antisemitismus.

## Leben
Johann Andreas Eisenmenger war ein Sohn des Kurpfälzer Steuereinnehmers Johann David Eisenmenger († 1666), entfernt verwandt mit dem Mediziner Samuel Eisenmenger. Während der Geburtsort einigermaßen gesichert erscheint, liegen zum Geburtsjahr unterschiedlichen Angaben in der Sekundärliteratur vor, ebenso wie über den Beginn seines Studiums. Gesichert ist, dass sich Eisenmenger zunächst in Heidelberg einschrieb und 1680 nach Amsterdam wechselte. Während seines dortigen Aufenthalts wurde er Zeuge des Übertritts von drei Christen zum Judentum sowie von kritischen Äußerungen zum Christentum durch David Lyda, den damaligen Rabbiner der Amsterdamer aschkenasischen Gemeinde, was ihn tief schockierte. 1681 kehrt er nach Heidelberg zurück, über die Folgejahre ist nichts bekannt. 1686 wurde er als Dozent für Arabisch an der Philosophischen Fakultät der Universität zugelassen und später zum Administrator der geistlichen Renten und Gefälle der Kurpfalz ernannt. Nach der Zerstörung Heidelbergs im Pfälzischen Erbfolgekrieg übersiedelte Eisenmenger spätestens 1693 nach Frankfurt am Main, wo er weiter als Archivar und Registrator fortsetzte. 1694 gab er in dort in Zusammenarbeit mit dem Theologen und Hebraisten Johann Leusden eine nicht vokalisierte Ausgabe der Bibel heraus, zu welcher der Kabbalist David ben Nathan Grünhut (1654?–1723) eine freundliche Vorrede schrieb. Einen Ruf an die Universität Utrecht als Nachfolger Leusdens lehnte er 1699 ab. 1700 berief ihn dann Kurfürst Johann Wilhelm auf den Lehrstuhl für Hebräische Sprache an der Universität Heidelberg.

## „Entdecktes Judenthum“
Ein wesentlicher Grund für den Ruf nach Heidelberg war offenbar das damals eben abgeschlossene Buch Entdecktes Judenthum Oder Gründlicher und Wahrhaffter Bericht, welchergestalt die verstockten Juden die Hochheilige Drey-Einigkeit lästern und verunehren … , an dem Eisenmenger nach eigener Aussage zwanzig Jahre gearbeitet haben soll und dessen Herausgabe vom Kurfürsten unterstützt wurde. Als Frankfurter Juden noch im selben Jahr von seinem Vorhaben erfuhren, wandten sie sich aus Sorge vor Pogromen an Samson Wertheimer, den kaiserlichen Hoffaktor in Wien, der zusammen mit Samuel Oppenheimer erreichte, dass das Buch von Kaiser Leopold I. beschlagnahmt und für vierzig Jahre gesperrt wurde. Diese umgehende Reaktion zeigt, dass das Buch für gefährlich erachtet wurde.
Während der daraufhin von Eisenmengers Erben geführte Prozess noch Jahrzehnte dauerte, fanden diese einen anderen Förderer. 1711 erfolgte auf Empfehlung von Karl Konrad Achenbach hin ein Nachdruck, den der preußische König Friedrich I. mit dem Impressum Königsberg veranlasste – der Form nach also an einem Ort außerhalb des Heiligen Römischen Reiches Deutscher Nation, de facto aber in Berlin. Erst 1751 wurde das Buch auch offiziell im Reich veröffentlicht, 1732 war eine englische Übersetzung erfolgt.
Der veränderte Titel der Ausgabe von 1740 lautet wie folgt: Des bey 40. Jahr von der Judenschafft mit Arrest bestrickt gewesene, nunmehro aber Durch Autorität eines Hohen Reichs-Vicariats relaxirte Johann Andreä Eisenmengers, Professoris der Orientalischen Sprachen bey der Universität Heydelberg, Entdecktes Judenthum, ... .
Der Titel verrät die Absicht Eisenmengers: Er versuchte den Eindruck zu erwecken, die Juden hüteten Geheimnisse, um ihr wahres Wesen zu verbergen. Das 2120 Seiten in zwei Bänden umfassende Werk beeindruckt auch durch seine Gelehrsamkeit. Es setzt sich vor allem mit Jomtob Lipmann Mühlhausen und dem Buch Judischer Theriak von Salomo Salman Zevi Hirsch auseinander. Eisenmenger beherrschte Hebräisch, Aramäisch und Arabisch und kannte die gesamte damals bekannte rabbinische Literatur. Teilweise lernte er von jüdischen Gelehrten in Amsterdam und Frankfurt. Behauptet und nicht unwahrscheinlich, aber auch nicht nachgewiesen ist, dass er sich dabei als Konvertit ausgab.
Eisenmengers Buch gründet sich auf eine Vielzahl im Mittelalter verwurzelter antijudaistischer Stereotypen, die er mittels Textstellen aus mittelalterlichen Predigten, der Kabbala und anderen jüdischen Texten sowie Zitaten aus Polemiken zu untermauern versuchte. Dabei verfälschte er die Zitate nicht, wie ihm unterstellt wurde, deutet sie aber tendenziös, so dass sich ein Bild entwickelt, das weit entfernt von den wirklichen Einstellungen der Juden ist.
Er forderte darin auch die Einschränkung der Rechte von Juden sowie die Zerstörung der Synagogen, um die Juden von ihrer Religion zu entfremden. Er wiederholte die Beschuldigung der Brunnenvergiftung sowie die Ritualmordlegende, wegen der u. a. 200 Jahre zuvor bereits ein Frankfurter Jude, Gompich, verleumdet und angeklagt worden war. Auf ihn stützt sich der Antisemit August Rohling.
Aus über 200 Schriften sammelte Eisenmenger alles dem Judentum Nachteilige und stellte kritiklos die jüdischen Schmähungen des Christentums und mancherlei dogmatische und ethische Lehren des talmudischen Judentums zusammen. Die Auswahl ist einseitig, manches missverstanden und tendenziös gedeutet, die Übersetzung der jüdischen Zitate teilweise unrichtig. Darum sollte das „Entdeckte Judentum“ nicht als Quellenwerk benutzt werden. 19 Jahre seines Lebens hat Eisenmenger auf diese Schmähschrift verwandt, um weitere Christen vom Übertritt zum Judentum abzuhalten. In der Folgezeit diente dieses Machwerk, auch in Teilausgaben und Übersetzungen, als Arsenal antijüdischer Polemik, nicht zuletzt für die modernen Antisemiten des 19./20. Jhdts.
Saul Ascher veröffentlichte 1794 unter dem Titel Eisenmenger der Zweite eine polemische Streitschrift gegen Johann Gottlieb Fichte. Darin kommt er zu dem paradoxen Urteil: „So … hat auch ein Eisenmenger zum Heile eines Volkes beigetragen, das er verfolgen wollte; so hat er es gebessert, indem er es zum unverbesserlichsten machen wollte. Der Himmel verzeihe ihm deshalb seinen Irrthum!“ (S. 5).

## Werkauswahl
- Johann Andreas Eisenmenger: ... Entdecktes Judenthum oder Gründlicher und wahrhaffter Bericht, welchergestalt die verstockte Juden die hochheilige Drey-Einigkeit, Gott Vater, Sohn und Heil. Geist erschrecklicher Weise lästern und verunehren, die Heil. Mutter Christi verschmähen, das Neue Testament, die Evangelisten und Aposteln, die Christliche Religion spöttisch durchziehen, und die gantze Christenheit auff das äusserste verachten und verfluchen: dabei noch viel andere, bißhero unter den Christen entweder gar nicht oder nur zum Theil bekannt gewesene Dinge ...; alles aus ihren eigenen und zwar sehr vielen mit grosser Mühe und unverdrossenem Fleiß durchlesenen Büchern mit Ausziehung der hebräischen Worte und derer treuen Ubersetzung in die Teutsche Sprach kräfftiglich erwiesen und in zweyen Theilen verfasset, deren jeder seine behörige, allemal von einer gewissen Materie außführlich handelnde Capitel enthält; allen Christen zur treuhertzigen Nachricht verfertiget und mit vollkommenen Registern versehen. – Frankfurt/Main 1700, Königsberg (tatsächlich: Berlin) 1711, Berlin 1740. 2 Bde. (Digitalisate in der Digitalen Bibliothek Mecklenburg-Vorpommern); Teilausgabe: Dr. Franz Xaver Schieferl (Hrsg.), Joh. Andr. Eisenmenger's, weiland Professors der Orient. Sprachen an der Universität Heidelberg, Entdecktes Judentum. Das ist: Wortgetreue Verdeutschung der wichtigsten Stellen des Talmuds und der sonstigen, den Christen zu einem großen Teile noch ganz unbekannten hebräisch-rabbinischen Litteratur, welche einen sicheren Einblick in die jüdische Religions- und Sittenlehre gewähren. Zeitgemäß überarbeitet, Dresden 1893
- Biblia Hebraica non punctata, Frankfurt/Main 1694

## Ausstellung
- 2010: Leipziger Judentümer in Stadt und Universität, Universitätsbibliothek Leipzig